# Condado de McPherson (Nebraska)
O Condado de McPherson é um dos 93 condados do estado norte-americano de Nebraska. A sede do condado é Tryon, que é também a sua maior cidade. O condado tem uma área de 2227 km² (dos quais 3 km² estão cobertos por água), uma população de 533 habitantes, e uma densidade populacional de 0,2 hab/km² (segundo o censo nacional de 2000). O condado foi fundado em 1887 e recebeu o seu nome em homenagem ao general James B. McPherson.